# Partido del Diálogo
El Partido del Diálogo (PdD) es un partido político argentino liderado por Emilio Monzó. Es parte de la coalición Juntos por el Cambio en la provincia de Buenos Aires.

## Resultados electorales

### Elecciones presidenciales
|  | 51.34 % |

|  | 40.28 % |

### Elecciones al Congreso
| Año  | Votos                       | %                     | Diputados | Senadores | Nota                                                                                                |
| ---- | --------------------------- | --------------------- | --------- | --------- | --------------------------------------------------------------------------------------------------- |
| 2015 | 3.037.552 (D)               | 13,03% (D)            | 0/257     | 0/72      | Cambiemos en la provincia de Buenos Aires (Monzó estaba afiliado al PRO cuando fue elegido en 2015) |
| 2017 | 3.930.406 (D) 3.912.526 (S) | 15,99% (D) 32,98% (S) | 0/257     | 0/72      | Cambiemos en la provincia de Buenos Aires                                                           |
| 2019 | 3.668.580 (D)               | 14,31% (D)            | 1/257     | 0/72      | Juntos por el Cambio en la provincia de Buenos Aires                                                |
| 2021 | 3.550.321 (D)               | 15,26% (D)            | 1/257     | 0/72      | Juntos en la provincia de Buenos Aires                                                              |